# Кухня Кашмира
Кашмирская кухня (урду کشمیری پکوان‎) развивалась сотни лет в рамках кулинарных традиций буддистов, пандитов-индуистов. Во времена Тимура в кухне Кашмира стали преобладать среднеазиатские черты. Самое распространённое блюдо баранина имеет более 30 вариантов приготовления. Также отмечают «карри Балти», который стал популярен в Соединённом Королевстве благодаря выходцам из северного Пакистана, в частности из Балтистана.

## Кухня мусульман — Вазван

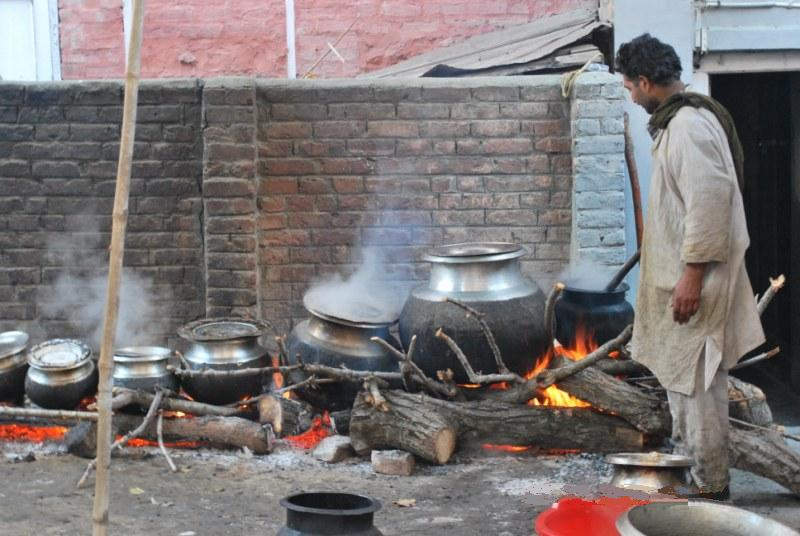
Приготовление вазвана

Вазван состоит из многих частей и пользуется огромным уважением. Его приготовление — искусство, в ход идёт разнообразное мясо (баранина, курица, рыба, говядина). В вазван никогда не идут бобовые или чечевица. Вазван состоит из 36 отдельных кушаний. Васта ваза — шеф-повар вазвана, ему помогают ваза — повара.
Употребление вазвана сближает кашмирских мусульман. Вначале пирующие разделяются на группы по 4 человека, молятся и моют руки под кувшином таш-т-нари. Подают большое блюдо с кучками риса, разложенными среди четырёх сикх кебаб, 4 метхи мааз, 2 табак мааз, дорожек жаренных рёбрышек, и одного сафед кокур, одного зафрани кокур, вместе с другими блюдами. Мясо заедают йогуртом, украшенным кашмирским шафраном, салатом, кореньями и соусом. Пир завершается, когда старший из присутствующих начинает читать молитву. Вазван чаще готовят на свадьбах, а умение его правильно приготовить передаётся от отца к сыну. Некоторые семьи славятся на всю долину, как превосходные «Васта ваза». С мая по октябрь многие кашмирцы устраивают свадьбы и готовят вазван.
Вазван включает:
- Сафед кокур или зафраан кокур
- Метхи мааз
- Ристэ
- Роган джош
- Дхани пхул
- Алу букхаар: Чатни со сливами, луком, сахаром, лимоном и специями
- Гааде куфта
- Табак мааз: жареные рёбра барана
- Данивал корма: баранина с йогуртовой подливкой
- Ааб гошт: барашек с карри, сваренный в молоке
- Марча-ванган корма
- Шикх кабаб: ягнёнок с пряностями на вертеле
- Гуштааб: рубленая баранина со специями, приготовленная в масле, молоке и твороге

## Кухня кашмирских пандитов
Кухня кашмирских пандитов отличает их от других кашмирцев. Обычно в еде много йогурта, масла, таких специй, как куркума длинная, но нет лука, чеснока, помидоров и курицы, мало рубленных мясных блюд, хотя кашмирцы-мусульмане их очень любят.
Равно представлены вегетарианские и не-вегетарианские блюда, хотя приоритет отдаётся не-вегетарианским. Культура кашмирских пандитов — это не кастовая культура, а культура, появившаяся в результате синтеза нескольких каст, причём преобладали традиции брахманов. Их философия кашмирский шиваизм обращена ко всем людям, независимо от касты и этноса. Нунд Риши и Лаллешвари придерживались вегетарианства и любили все формы жизни.
Типичные вегетарианские блюда:
- Ладяр Тсаман (Индийский сыр в куркуме)
- Вет тсаман (Индийский сыр, приготовленный на масле со специями)
- Дама олув (картофель)
- Надейр якхэн (стебли лотуса)
- Хак (с надиром или вагнаном)
- Надир палак
- Тсоэк вагнан
- Размах гоагджи

Не-вегетарианские блюда схожи с мусульманскими:
- Роган джош
- Сюнь Калая
- Матшаганд
- Сюнь Олув
- Якхейн
- Кабаргах
- Тсоэк Тсарван
- Гаад (Рыба)

Присутствуют блюда из баранины, традицию их приготовления пандиты принесли в Индо-Гангскую равнину в 18-19 веке, где несколько изменили привычки. В этой кулинарной традиции: лук, чеснок, курицы и яйца традиционно не используется. Йогурт (замуд дод/ дахи), асафетида (ангедан/ хинг), сушёный имбирь (сонт), кардамон (элаичи), гвоздика, и корица (далчини) составляют основу многих соусов. Очень любят мясо, жаренное в жире с йогуртом. Интересно использование сушёных продуктов, мало фенхели (саунф), и иногда мало йогурта. Кроме того, мясо жарят дольше, это из-за влияния мусульман Авадха.
- Роган джош, называемый «Сабун Салан», фарш
- Кофта, мн. Кофтей — бараньи сосиски
- Пасанда, мн. Пасандей — бараньи стейки
- Кабаргах — рёбра печёные в тесте (также Камаргах, готовят обе ветви пандитов)
- Шабдегх — баранина с турнепсом (Шалгхам / Гогджи Салан), кольраби (Мунджи/ Карам Камри/ Гантхгоби Салан), тыква (Каду Салан), кабачок (Ала / Лауки салан), тыква-горлянка (Турай Салан), шпинат (Палак Салан), капуста огородная (Карам Каллах Салан), лотус-стебель (Надру салан), бауайния почки (Качнар Салан), шелковица (Шаштут Салан), или персик (Ару Салан)
- Джигар, или Каледжи — бараний ливер, обычно на завтрак
- Метхи Кима, бараний фарш с пажитником
- Метхи Голи, биточки с пажитником

Рис — главный злак. Есть и пшеничные хлебцы «рот», ширмал, и кхамери пури. Базбатта — овощной плов обычно готовят дома. Сарвари — нутовый плов готовят по особым случаям, включая (Навроз/ Новруз) и дни рождения.
Популярные десерты — Пхирни, Схуфтаа, Панджири Шакар Парех, Гулаб Джамун, Ладду, Барфи, Касаар, и Севайян.

## Напитки

### Нун Чай
Кашмирцы обожают розовый солоноватый «нун чай». Его готовят из чёрного чая, молока, соли и соды. Подобный чай повсеместен в Центральной Азии, а его странный цвет объясняется способом заваривания с содой.
На завтрак кашмирцы пьют нун чай, едят свежеиспечённые хлебцы бакерхани (кандур). Часто чай подают в большом самоваре.

### Кахвах
На религиозных праздниках и свадьбах часто готовят чай кахвах (появился в 14 веке, отражает арабское слово кофе, которое первоначально означало священный напиток суфиев) — зелёный чай с шафраном, пряностями, миндалём и грецким орехом. 20 вариантов готовят в домах Кашмира. Некоторые люди любят смешать кахвах с молоком в пропорции 1:1.